# Ĝangalo
| Esperanto |  |
| |  |
| Jazyk |  |
| |  |
| - Akademie esperanta - Gramatika - Slovníky - Esperantologie - Abeceda - Číslovky - Fundamento - lernu! - Letní škola esperanta                                                                             |  |
| |  |
| Organizace |  |
| |  |
| - UEA - TEJO - E@I - EEU - SAT - Český esperantský svaz - Česká esperantská mládež - Esperantské kluby - Katolíci                                                                                           |  |
| |  |
| Dějiny |  |
| |  |
| - Ludvík Lazar Zamenhof - Časová osa - Buloňská deklarace - Ido-schizma - Krize ata/ita - Neutrální Moresnet - Interhelpo - Pražský manifest - Bona Espero - Esperantské město                              |  |
| |  |
| Kultura |  |
| |  |
| - Esperantská setkání - Pasporta Servo - Hudba - Rozhlas - Finvenkismus - Homaranismus - Kabei - Politika - La Espero - Stelo - Symboly (vlajka) - UK - IJK - Esperantista - Rodilí mluvčí - Zamenhofův den |  |
| |  |
| Literatura |  |
| |  |
| - Autoři - Esperantské časopisy - Esperantské slovníky - PIV - Wikipedie - KAEST |  |
| |  |
| Úhly pohledu |  |
| |  |
| - Propedeutická hodnota - Srovnání s idem - Srovnání s interlinguou - Reformy - Odpor vůči esperantu |  |

Ĝangalo [džangalo] (v esperantu „džungle“, často je užíván také alternativní spřežkový pravopis Gxangalo) byl internetový zpravodajský portál, psaný v esperantu.
Portál obsahoval zprávy z celého světa v esperantu, řadu blogů, diskusní fórum o esperantu a další služby, z nichž některé byly placené. Centrum se nacházelo v Brazílii, dopisovatelé Ĝangala ale pocházeli z více než dvaceti zemí světa. Portál byl také spojen s existencí internetové televize, vysílající v esperantu, tzv. Internacia Televido.

## Historie
Ĝangalo bylo založeno v roce 2001 Brazilcem Flaviem Rebelem, v roce 2003 bylo přebudováno.
6. října 2006 Rebelo oznámil, že už Ĝangalo nechce dále řídit. Rebelo plánoval stránku prodat nebo zrušit na konci roku, jenže se nenašel žádný zájemce o koupi. Poslední nový obsah webu, vytvořený Rebelovým teamem, byl na web umístěn v prosinci 2006. Stránka nyní nefunguje.